# 정기예금
정기예금은 일정기간을 사전에 정하여 예금자가 이자수취를 목적으로 하는 금융상품으로 외국통화나 자국 통화를 일시에 예입을 하고 동시에 일정기간에 찾지 않겠다는 기한부예금이다. 은행예금 중 가장 저축성이 강하다.

## 기간
대한민국의 경우 1개월, 2개월, 3개월, 6개월, 12개월이 있으며 일부 상품에 따라 익일물, 1주일~2주일, 4,5,7,8,9,10,11개월물이 존재한다.

## 같이 보기
- 미국 예금보험공사
- 통화량